# Jason Bourne
Jason Bourne is een personage uit de reeks Jason Bourne van de Amerikaanse schrijvers Robert Ludlum en Eric Van Lustbader. Ludlum schreef de Bourne-trilogie bestaande uit:
- The Bourne Identity (1980) vertaald in het Nederlands als Het Bourne Bedrog
- The Bourne Supremacy (1986) vertaald in het Nederlands Het Jason Dubbelspel
- The Bourne Ultimatum (1990) vertaald in het Nederlands als Het Medusa Ultimatum

Na het overlijden van Ludlum in 2001 schreef Eric Van Lustbader nog elf boeken als vervolg op de trilogie:
- The Bourne Legacy (2004) vertaald in het Nederlands als Het Bourne Testament
- The Bourne Betrayal (2007) vertaald in het Nederlands als Het Bourne Verraad
- The Bourne Sanction (2008) vertaald in het Nederlands als De Bourne Sanctie
- The Bourne Deception (2009) vertaald in het Nederlands als De Bourne Misleiding
- The Bourne Objective (2010) vertaald in het Nederlands als De Bourne Missie
- The Bourne Dominion (2011) vertaald in het Nederlands als De Bourne Belofte
- The Bourne Imperative (2011) vertaald in het Nederlands als Het Bourne Bevel
- The Bourne Retribution (2013) vertaald in het Nederlands als De Bourne Vergelding
- The Bourne Ascendancy (2014) vertaald in het Nederlands als De Bourne Evolutie
- The Bourne Enigma (2016) vertaald in het Nederlands als De Bourne Geheim
- The Bourne Initiative (2017)

De gehele trilogie van Robert Ludlum werd verfilmd. In 2012 is het (voorlopig) laatste deel in première gaan onder de naam The Bourne Legacy. De verfilming van The Bourne Identity uit 1988 kan gezien worden als een film die aardig trouw is aan het boek. Echter, de nieuwere verfilmingen van de boeken door Universal Pictures zijn minder trouw aan de boeken.
Verfilmingen van de Bourneboeken:
- The Bourne Identity (1988)
- The Bourne Identity (2002)
- The Bourne Supremacy (2004)
- The Bourne Ultimatum (2007)
- The Bourne Legacy (2012)
- Jason Bourne (2016)

## Jason Bourne, het verhaal
Jason Bourne (7 januari 1986) wordt door een visser gevonden met een totaal opengereten lichaam. Hij wordt door de visser bij een dokter gebracht die vaker dronken is dan nuchter. Deze weet Bourne in enkele maanden weer helemaal op te lappen. Er is echter één probleem: Jason Bourne lijdt aan amnesie, een ernstige vorm van geheugenverlies als gevolg van psychische en mentale stress. Hij is vele dingen vergeten zoals zelfs zijn eigen naam, enkele dingen is hij niet vergeten en dat zijn voornamelijk dagelijkse handelingen. De enige link met zijn verleden is een microchip die in zijn heup is ingebracht met daarop een nummer van een bankrekening in Zürich. Langzaam komen fragmenten als flitsen terug in zijn hoofd en ontdekt hij wie hij is. Eerst gelooft hij een huurmoordenaar te zijn, maar in werkelijkheid blijkt Jason Bourne nooit bestaan te hebben zoals de wereld hem kent. Bourne is door een orgaan van de Amerikaanse inlichtingendienst gecreëerd om 's werelds meest beruchte huurmoordenaar Carlos de Jakhals uit zijn schuilplaats te lokken en te arresteren. Dit orgaan heet Treadstone 71, en is voor vrijwel iedereen onbekend. Voordat Bourne in dit Treadstone 71-project de naam Jason Bourne aannam heette hij David Webb, en was hij onderdeel van Medusa in de Vietnamoorlog. Medusa was een doodseskader gevormd door de Verenigde Staten bestaande uit de zwaarste criminelen. Door de boeken heen wordt hem steeds meer duidelijk over zijn verleden.

## Verleden van Jason Bourne
David Webb, de echte naam van Jason Bourne, werkte vroeger voor het Amerikaanse ministerie van Buitenlandse Zaken. Hij was gespecialiseerd in zaken over het Verre Oosten. Hij woonde met zijn Vietnamese vrouw en twee kinderen samen dicht bij de Mekong in Cambodja.
Tijdens de Vietnamoorlog kwam een bommenwerper over zijn huis vliegen en bombardeerde zijn vrouw en kinderen die in de rivier aan het spelen waren. Het is nooit bekend geraakt aan welke kant het vliegtuig stond. Uit woede en hopeloosheid, door de dood van zijn geliefden, gaat hij naar Saigon waar hij getraind wordt voor een geheime operatie van het Amerikaanse leger, genaamd Medusa. Dit is een groep mensen, vooral boeven en dieven die de streken achter de Vietnamese linies goed kennen. Hun taak is achter de Vietnamese linies te opereren. Hier neemt David Webb de naam aan van Delta, hij was berucht bij heel Medusa vanwege zijn koelbloedigheid en zijn manier van doden. Hij was de beste van heel Medusa. In Tam Quam executeert Delta een verrader met de naam Jason Bourne.
Na de Vietnamese oorlog wordt David Webb door Alexander Concklin gerekruteerd in een clandestiene opdracht van de CIA genaamd Treadstone 71. Hierin moet David Webb zich voordoen als huurmoordenaar en opereren in het Verre Oosten. Als huurmoordenaar neemt hij de naam aan van iemand die hij jaren geleden heeft gedood, Jason Bourne.
Wanneer zijn reputatie eenmaal wereldwijd bekend is, vertrekt hij naar Europa, om het eigenlijke doel van Treadstone 71 te volbrengen. Hij moet Carlos De Jakhals, eveneens een wereldbekende huurmoordenaar, die achterna gezeten wordt door vele internationale instanties, doden. Hij probeert dat te doen door spectaculaire moorden op te eisen zonder deze zelf gepleegd te hebben. Op deze manier creëert hij een faam die deze van Carlos overstijgt, in de hoop Carlos uit zijn tent te lokken.